# Валя-Келугеряске (комуна)
Валя-Келугеряске (рум. Valea Călugărească) — комуна у повіті Прахова в Румунії. До складу комуни входять такі села (дані про населення за 2002 рік):
- Арва (552 особи)
- Валя-Келугеряске (2438 осіб)
- Валя-Ларге (683 особи)
- Валя-Мантей (319 осіб)
- Валя-Ніковань (655 осіб)
- Валя-Попій (880 осіб)
- Валя-Поєній (379 осіб)
- Валя-Урсоїй (408 осіб)
- Вирфуріле (80 осіб)
- Дирварі (608 осіб)
- Коследжі (690 осіб)
- Пантазь (1191 особа)
- Раділа (332 особи)
- Ракієрі (1295 осіб)
- Скіау (41 особа)

Комуна розташована на відстані 58 км на північ від Бухареста, 9 км на схід від Плоєшті, 87 км на південний схід від Брашова.

## Населення
За даними перепису населення 2002 року у комуні проживала 10 551 особа.
Національний склад населення комуни:
| Національність | Кількість осіб | Відсоток |
| -------------- | -------------- | -------- |
| румуни         | 10490          | 99,4%    |
| цигани         | 47             | 0,4%     |
| угорці         | 6              | 0,1%     |
| німці          | 4              | < 0,1%   |
| татари         | 2              | < 0,1%   |

Рідною мовою назвали:
| Мова      | Кількість осіб | Відсоток |
| --------- | -------------- | -------- |
| румунська | 10514          | 99,6%    |
| циганська | 27             | 0,3%     |
| угорська  | 6              | 0,1%     |
| німецька  | 2              | < 0,1%   |

Склад населення комуни за віросповіданням:
| Релігія                                       | Кількість осіб | Відсоток |
| --------------------------------------------- | -------------- | -------- |
| православні                                   | 10452          | 99,1%    |
| п'ятдесятники                                 | 46             | 0,4%     |
| адвентисти                                    | 18             | 0,2%     |
| реформати                                     | 5              | < 0,1%   |
| баптисти                                      | 5              | < 0,1%   |
| римо-католики                                 | 4              | < 0,1%   |
| бретрени                                      | 3              | < 0,1%   |
| не релігійні                                  | 3              | < 0,1%   |
| мусульмани                                    | 2              | < 0,1%   |
| старообрядці                                  | 2              | < 0,1%   |
| лютерани (Синодально-пресвітеріанська церква) | 1              | < 0,1%   |
| атеїсти                                       | 1              | < 0,1%   |
| не вказали релігію                            | 7              | 0,1%     |